# Gare de Sclessin
La gare de Sclessin est une gare ferroviaire belge de la ligne 125, de Liège à Namur, située à Sclessin section de la ville de Liège, capitale économique de la région wallonne et chef-lieu de la province de Liège.
Elle est mise en service en 1855.
C'est une halte voyageurs de la Société nationale des chemins de fer belges (SNCB) desservie par des trains omnibus (L) et d'heure de pointe (P).

## Situation ferroviaire
Établie à 65 mètres d'altitude, la gare de Sclessin est située au point kilométrique (PK) 2,9 de la ligne 125, de Liège à Namur, entre les gares ouvertes de Liège-Guillemins et de Pont-de-Seraing.

## Histoire
Un arrêt Sclessin est mentionné en 1855, 1856 et 1882. Selon d'autres sources, il aurait été ouvert en 1891, en tant que « point d'arrêt du chemin de Lairesse » entre la gare de Tilleur et le point d'arrêt de Petit-Bourgogne ; ou en 1896 « Établissement d'une halte pour voyageurs à Sclessin ». Cette dernière accède au statut de gare en 1906. Elle dispose d'un bâtiment voyageurs du plan type standard du Nord-Belge ; il s'agit de la version étroite avec un œil-de-bœuf aux pignons et des linteaux métalliques.
Le 24 décembre 1944, l'aviation allemande bombarde la ligne 125 au niveau de la gare de Sclessin afin d'entraver le ravitaillement des troupes alliées durant la bataille des Ardennes. Première opération menée par des bombardiers à réaction Arado Ar 234, ce raid causera peu de dégâts à la ligne 125 ; le trafic reprenant quatre jours plus tard.
Durant la seconde moitié du XXe siècle, les quais sont reconstruits, celui en direction de Flémalle étant déplacé de l'autre côté du viaduc de Renory, et le bâtiment des voyageurs est démoli. Une rangée de box de parking occupe désormais son emplacement.

## Service des voyageurs

### Accueil
Halte SNCB, c'est un point d'arrêt non géré (PANG) à accès libre. Les quais sont en quinconce et les accès, par escalier, sont situés de chaque côté du pont ferroviaire sur la rue des Pampres.

### Dessertes
Sclessin est desservie par des trains Omnibus (L) et d'heure de pointe (P) de la SNCB qui effectuent des missions entre Liège-Guillemins et Namur (certains trains étant limités à Huy). 
- en semaine, la desserte comprend un train L par heure dans chaque sens ;
- le week-end et les jours fériés ne circule qu'un train L toutes les deux heures.

Il existe également quelques trains supplémentaires (P) en semaine aux heures de pointe :
- un train P, le matin, reliant Statte à Liège-Guillemins ;
- deux autres (un le matin et un l'après-midi) reliant Liège-Guillemins à Huy ;
- un train P, l'après-midi, relie Huy à Liège-Guillemins.

### Intermodalité
La ligne de bus 20 du TEC Liège-Verviers effectue son terminus près de la gare plusieurs fois par jour. 
Le stationnement des véhicules est difficile à proximité.

## Comptage voyageurs
Le graphique et le tableau montrent le nombre de passagers qui en moyenne embarquent durant la semaine, le samedi et le dimanche.
| Nombre de voyageurs qui embarquent à la gare de Sclessin | Nombre de voyageurs qui embarquent à la gare de Sclessin | Nombre de voyageurs qui embarquent à la gare de Sclessin | Nombre de voyageurs qui embarquent à la gare de Sclessin |
|                                                          | Semaine                                                  | Samedi                                                   | Dimanche                                                 |
| -------------------------------------------------------- | -------------------------------------------------------- | -------------------------------------------------------- | -------------------------------------------------------- |
| 1977                                                     | 163                                                      | 52                                                       | 45                                                       |
| 1978                                                     | 188                                                      | 36                                                       | 12                                                       |
| 1979                                                     | 187                                                      | 42                                                       | 40                                                       |
| 1980                                                     | 144                                                      | 69                                                       | 11                                                       |
| 1981                                                     | 139                                                      | 25                                                       | 7                                                        |
| 1982                                                     | 112                                                      | 45                                                       | 10                                                       |
| 1983                                                     | 125                                                      | 32                                                       | 53                                                       |
| 1984                                                     | 93                                                       | 19                                                       | 10                                                       |
| 1985                                                     | 94                                                       | 19                                                       | 14                                                       |
| 1986                                                     | 53                                                       | 11                                                       | 13                                                       |
| 1987                                                     | 73                                                       | 13                                                       | 4                                                        |
| 1988                                                     | 52                                                       | 11                                                       | 5                                                        |
| 1989                                                     | 45                                                       | 27                                                       | 5                                                        |
| 1990                                                     | 36                                                       | 19                                                       | 7                                                        |
| 1991                                                     | 54                                                       | 14                                                       | 8                                                        |
| 1992                                                     | 47                                                       | 24                                                       | 7                                                        |
| 1993                                                     | 56                                                       | 5                                                        | 13                                                       |
| 1994                                                     | 40                                                       | -                                                        | -                                                        |
| 1995                                                     | 23                                                       | -                                                        | -                                                        |
| 1996                                                     | 37                                                       | -                                                        | -                                                        |
| 1997                                                     | 35                                                       | -                                                        | -                                                        |
| 1998                                                     | 60                                                       | -                                                        | -                                                        |
| 1999                                                     | 29                                                       | -                                                        | -                                                        |
| 2000                                                     | 140                                                      | -                                                        | -                                                        |
| 2001                                                     | 33                                                       | -                                                        | -                                                        |
| 2002                                                     | 32                                                       | -                                                        | -                                                        |
| 2003                                                     | 38                                                       | -                                                        | -                                                        |
| 2004                                                     | 28                                                       | -                                                        | -                                                        |
| 2005                                                     | 45                                                       | -                                                        | -                                                        |
| 2006                                                     | 31                                                       | -                                                        | -                                                        |
| 2007                                                     | 34                                                       | -                                                        | -                                                        |
| 2008                                                     | -                                                        | -                                                        | -                                                        |
| 2009                                                     | 35                                                       | -                                                        | -                                                        |
| 2010                                                     | -                                                        | -                                                        | -                                                        |
| 2011                                                     | -                                                        | -                                                        | -                                                        |
| 2012                                                     | 42                                                       | -                                                        | -                                                        |
| 2013                                                     | 47                                                       | -                                                        | -                                                        |
| 2014                                                     | 65                                                       | -                                                        | -                                                        |
| 2015                                                     | 44                                                       | -                                                        | -                                                        |
| 2016                                                     | 51                                                       | -                                                        | -                                                        |
| 2017                                                     | 39                                                       | -                                                        | -                                                        |
| 2018                                                     | 37                                                       | -                                                        | -                                                        |
| 2019                                                     | 38                                                       | -                                                        | -                                                        |
| 2020                                                     | 34                                                       | -                                                        | -                                                        |
| 2021                                                     | -                                                        | -                                                        | -                                                        |
| 2022                                                     | 82                                                       | -                                                        | -                                                        |
| 2023                                                     | 84                                                       | -                                                        | -                                                        |
| 2024                                                     | 93                                                       | -                                                        | -                                                        |

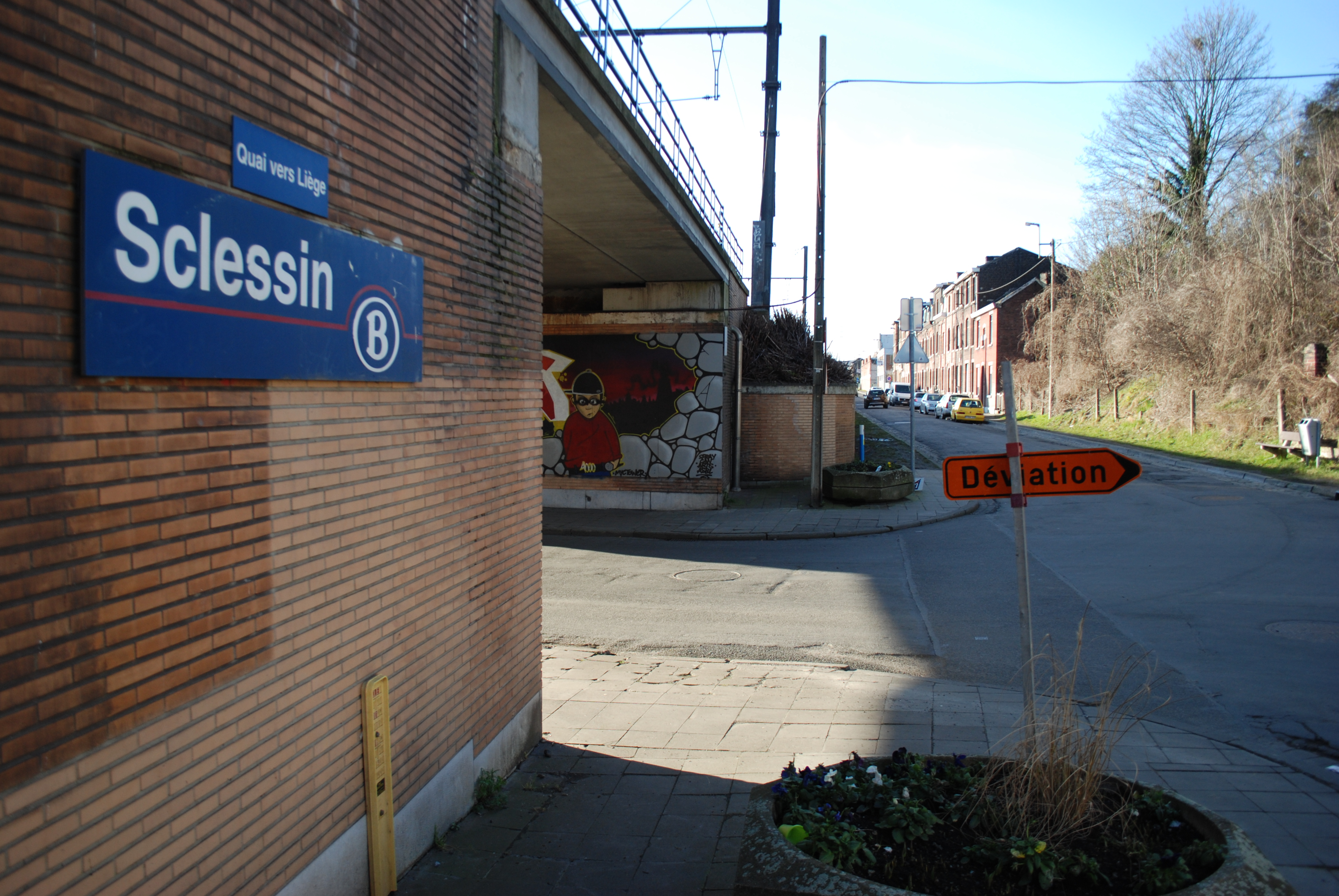
Accès quai de Liège.
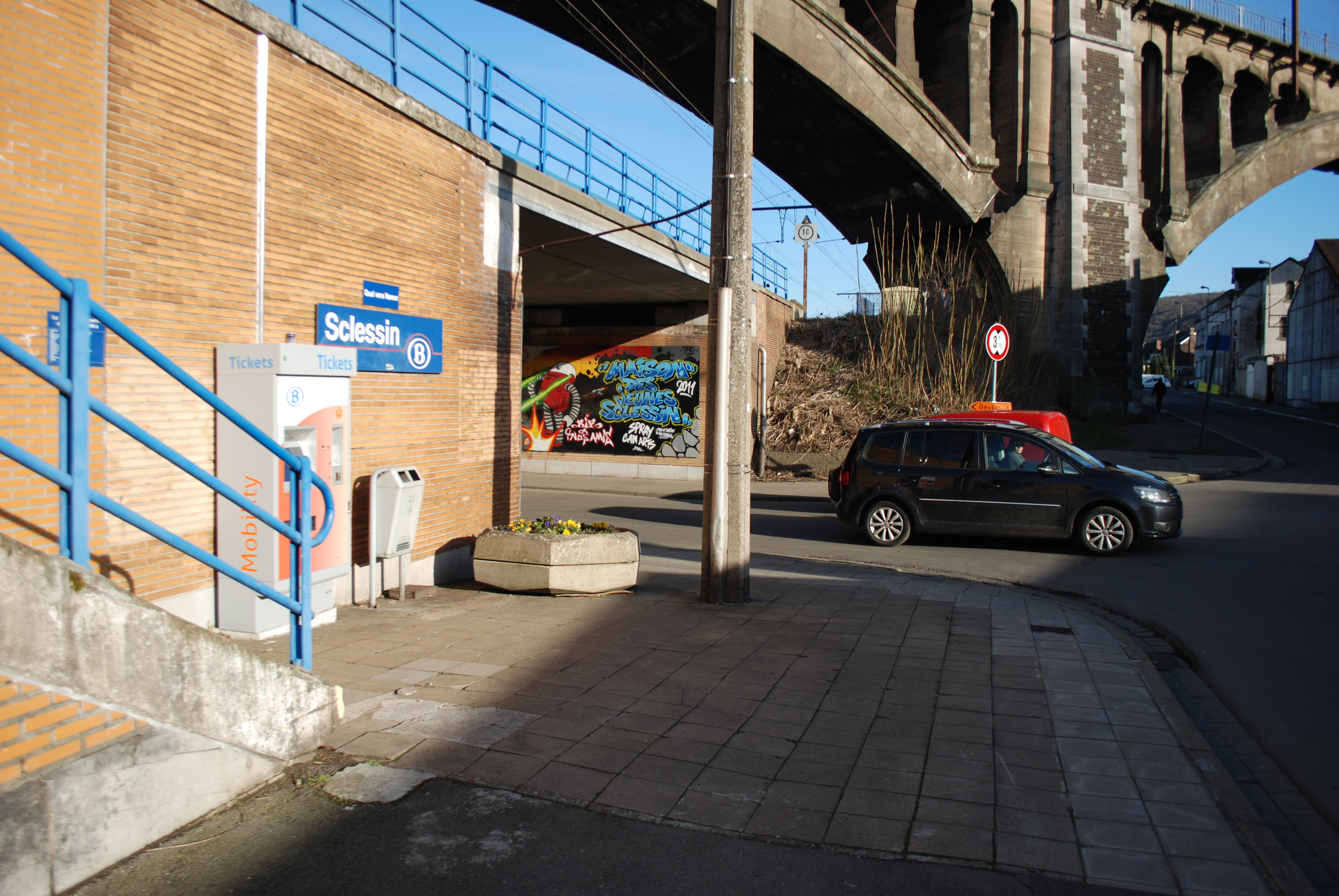
Accès quai de Namur.
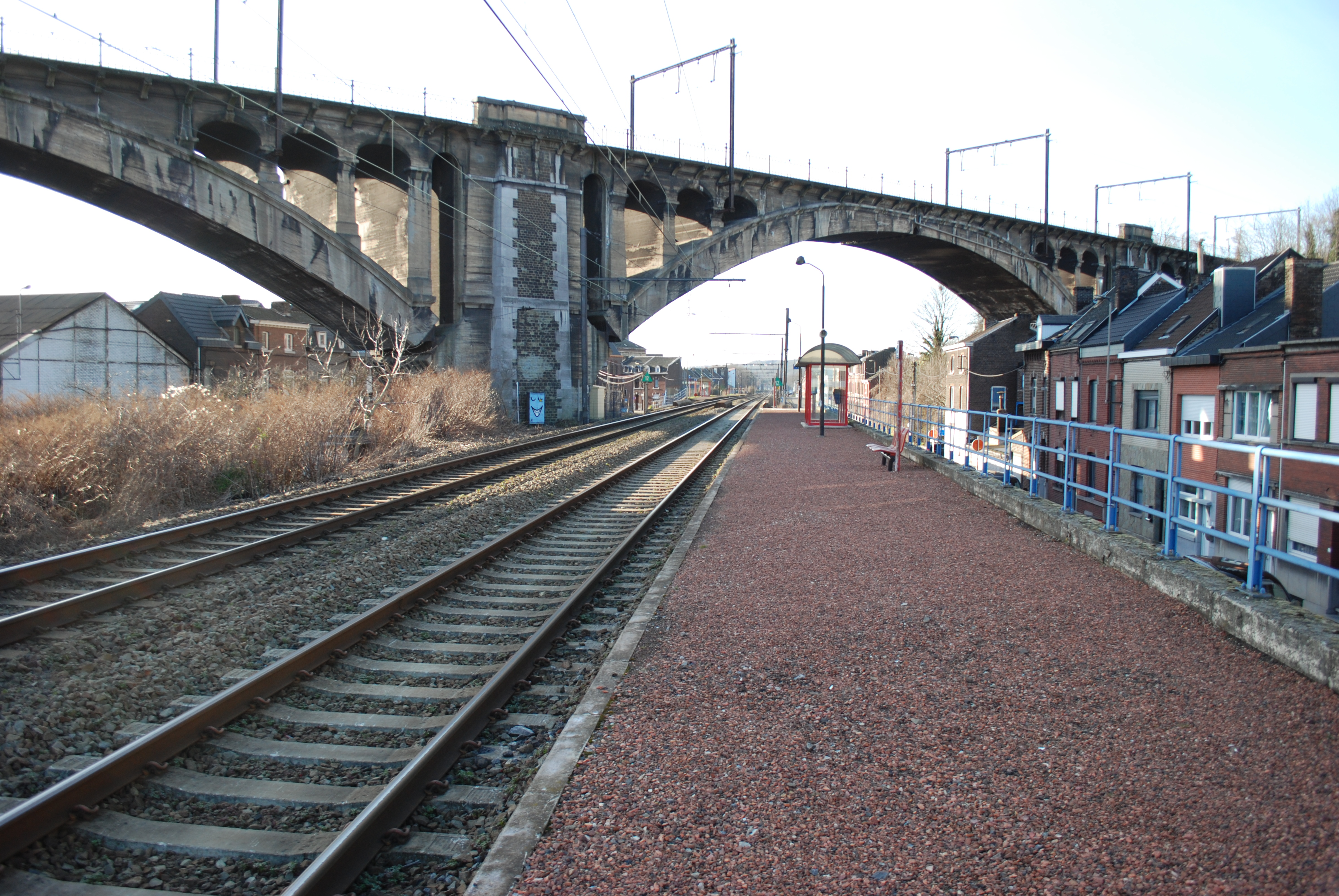
Quais (le deuxième est au fond à gauche).